# Drunk on Love
"Drunk on Love" é uma canção da cantora barbadense Rihanna, gravada para o seu sexto álbum de estúdio Talk That Talk. Foi composta por Ester Dean, Mikkel S. Eriksen, Tor Erik Hermansen, Traci Hale, Baria Qureshi, Romy Croft, Oliver Sim, Jamie Smith, sendo que a produção esteve a cargo da equipa norueguesa Stargate. A sua gravação decorreu em 2011 nos estúdios Roc The Mic, em Nova Iorque, Westlake Recording Studios, em Los Angeles e The Hide Out Studios em Londres. Mesmo sem ter sido lançada como single, devido às descargas digitais posteriores ao lançamento do disco, conseguiu entrar na tabela musical Gaon International Chart da Coreia do Sul, UK Singles Chart e UK R&B Singles Chart do Reino Unido.
Musicalmente, é classificada como uma poderosa balada que deriva dos géneros musicais R&B, com influências sonoras proeminentes no europop. O seu arranjo musical é composto por vocais, sintetizadores, piano e bateria, além de conter interpolações da melodia de "Intro" da banda britânica The XX. A letra retrata a história de uma mulher que se considera "uma romântica incurável". A receção crítica de "Drunk on Love" não foi unânime, sendo que os analistas mostraram-se divididos em relação à composição e desempenho vocal da cantora.

## Antecedentes e desenvolvimento
Após o lançamento e aclamação do álbum anterior de Rihanna, Loud, a cantora revelou através da rede social Twitter que este seria relançado com novas músicas no outono de 2011, escrevendo que "a era Loud continuaria com novas canções para adicionar à coleção". Em setembro de 2011, a artista afirmou que os planos para o relançamento tinham sido cancelados, completando que o disco "tem o seu próprio corpo de trabalho, e como fizeram um enorme esforço merecem algo novo".
Em agosto de 2011, durante uma entrevista com a Mixtape Daily, o produtor Verse Simmonds pertencente à dupla The Juggernauts, que escreveram e produziram "Man Down", revelou que a cantora estava em fase de conclusão do seu sexto disco de originais. O duo também confirmou que tinha elaborado outros dois temas que poderiam ser incluídos no projeto, além de estarem interessados em escrever um terceiro devido ao facto da "excitação" pela artista ter gostado do seu trabalho. Em 15 de setembro de 2011, Rihanna em resposta a um fã através do seu perfil no Twitter, confirmou que as sessões de gravação estavam a decorrer e confidenciou que o álbum seria lançado no outono (hemisfério norte).

## Estilo musical e letra
"Drunk on Love" é uma canção de tempo moderado e classificada como uma balada que deriva do género R&B, com influências sonoras proeminentes no europop, e com produção da equipa norueguesa Stargate. A sua gravação decorreu em 2011 nos estúdios Roc The Mic, em Nova Iorque, Westlake Recording Studios, em Los Angeles e The Hide Out Studios em Londres. A sua composição foi construída através de vocais, sintetizadores, piano e bateria, além de incorporar a melodia de "Intro" da banda britânica The XX. Kuk Harrell e Marcos Tovar estiveram a cargo da gravação e arranjos vocais, com a assistência de Alejandro Barajas. Robert Copsey do sítio Digital Spy, numa primeira audição, atribuiu quatro de cinco estrelas possíveis e revelou que adivinhou o produtor da faixa devido "ao seu trance", comparando ainda a outro trabalho da cantora, "Te Amo".
A letra foi escrita por Ester Dean, Mikkel S. Eriksen, Tor Erik Hermansen, Traci Hale, Baria Qureshi, Romy Croft, Oliver Sim, Jamie Smith. De acordo com a partitura publicada pela Universal Music Publishing Group, a música foi escrita em compasso simples de movimento moderado com um metrónomo de noventa e seis batidas por minuto. Composta na escala de lá menor, sendo que o alcance vocal da cantora vai desde a nota baixa de lá com três oitavas até a mais alta de mi com cinco. Copsey afirmou que a artista declara-se "uma romântica incurável" através da frase lírica mais pensativa do disco; "Uso o meu coração na manga / Deixo o amor assumir sempre a liderança". Katherine St. Asaph do sítio Pop Dust destacou o excerto "Adoro a forma como sabes nos meus lábios, quando nos beijamos", classificando-a como "PG-13 na melhor das hipóteses", concluindo que não é possível estar-se "apaixonada" e "imunda" ao mesmo tempo.

## Receção pela crítica

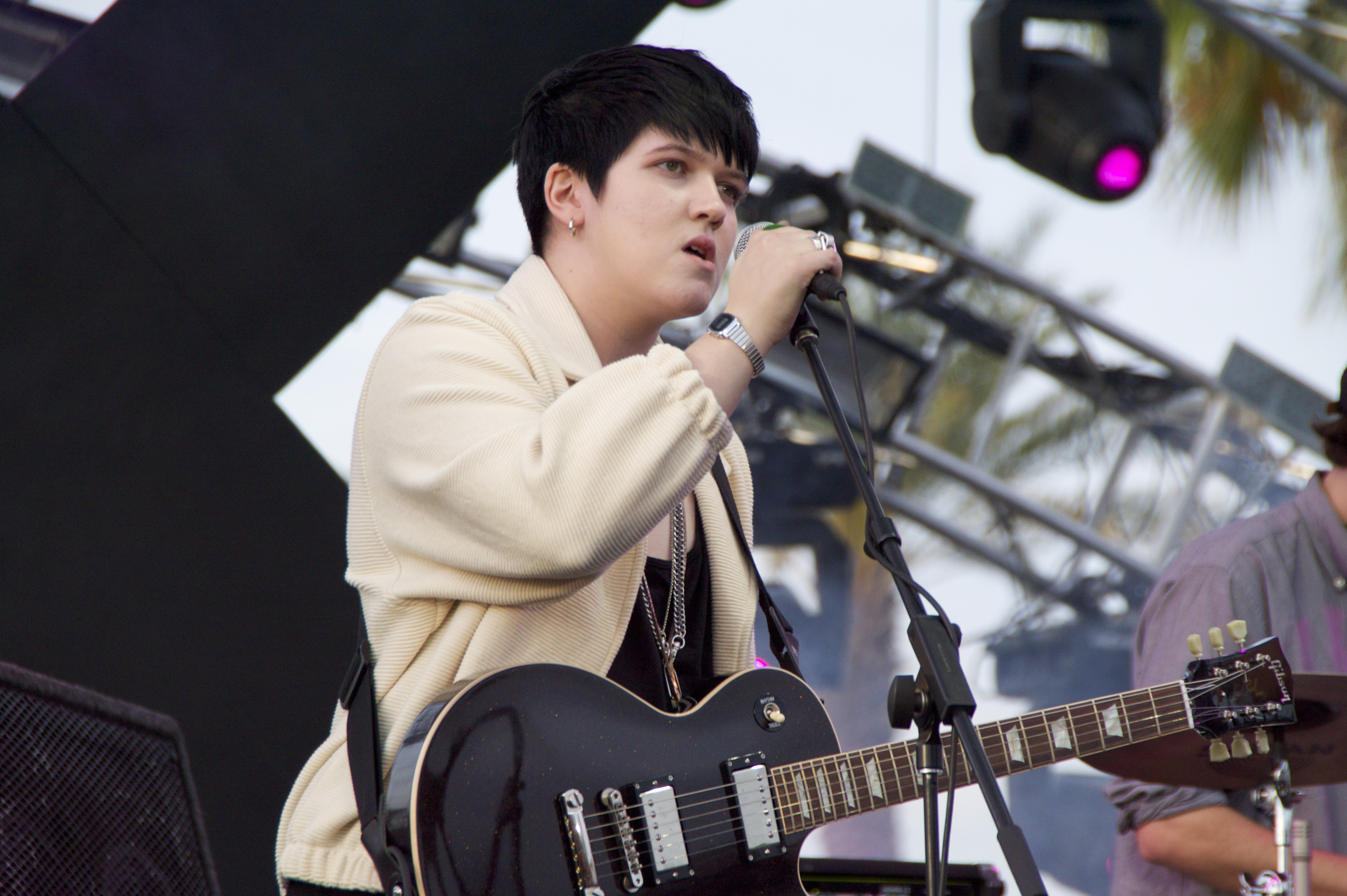
Romy Madley Croft (foto), um dos membros da banda The XX, e também um dos responsáveis pela elaboração de "Intro", cuja melodia foi incorporada em "Drunk on Love" e elogiada pela maior parte dos críticos.

Após o lançamento do disco, as análises à faixa não foram unânimes. Jason Lipshutz da Billboard considerou que a sua produção era "dinâmica" e que Rihanna demonstra "todo o seu alcance". Randall Roberts do Los Angeles Times realça a forma como a cantora "confessa que o amor é a única coisa que precisa", enquanto que Sam Lansky do blogue MTV Buzzworthy elogiou a música, escrevendo que só a artista é capaz de incluir uma amostra da banda The xx e cantar metáforas de amor de forma a soar "fresco". Steve do sítio Sputnikmusic comparou o tema a um dos trabalhos anteriores da intérprete incluído no seu quinto disco, Loud, "What's My Name?", afirmando que apresenta "semelhanças" nas passagens "Eu amo-o, desejo-o", interpretadas com uma "convicção séria e confiante" e "vocais poderosos". Meena Rupani do portal DesiHits prezou o apelo às discotecas que a obra possui, contudo, não sentiu que fosse um destaque ou memorável. Os editores do jornal The New York Times observaram que "Drunk on Love" tenta "transmitir emoção, mas cambaleia em torno da melodia, uma tentativa de vitimização forçada", além de Greg Kot do Chicago Tribune, que considerou que a jovem liberta "uma pequena vulnerabilidade" nas batidas da canção.
Katherine St. Asaph do Popdust elogiou a sua composição e o facto das demonstrações de "Intro" estarem na sua melodia, além de classificar o estilo da jovem como "melodramático" que adiciona "originalidade aos seus vocais". Contudo, St. Asaph criticou a construção do tema, que em vez de começar calmamente e construir a sua "bombástica", começa nalgum lugar entre o silêncio e a voz alta e termina o seu "bombástico". Tuyet Nguyen do The A.V. Club criticou a música por "fazer parte de generalidades superficiais que desmentem qualquer emoção real", e o mesmo pensou Matthew Cole da revista Slant, complementando que "Stargate, o duo de produção responsável por quase todos os melhores singles de Rihanna e todos os três maiores sucessos do Loud, contribui com três faixas bastante genéricas, a melhor das quais, "Drunk on Love", permitindo que as amostras dos The xx façam todo trabalho pesado". Lindsay Zoladz da publicação Pitchfork Media considerou o refrão da canção "fraco" e o desempenho vocal da intérprete demasiado "bombástico" para as demonstrações da banda britânica.

## Desempenho nas tabelas musicais
Após o lançamento de Talk That Talk, "Drunk on Love" atingiu a 55.ª posição como melhor na Gaon International Chart da Coreia do Sul. Também entrou na UK Singles Chart no 153.º lugar a 3 de dezembro de 2011, devido ao número de descargas digitais, e ainda conseguiu chegar à 23.ª posição na tabela musical do género R&B do Reino Unido.

### Posições
| Tabela musical (2011/2012)               | Melhor posição |
| ---------------------------------------- | -------------- |
| Coreia do Sul - Gaon International Chart | 55             |
| Reino Unido - UK Singles Chart           | 153            |
| Reino Unido - UK R&B Singles Chart       | 23             |

## Créditos
Todo o processo de elaboração da canção atribui os seguintes créditos pessoais:
- Rihanna – vocalista principal;
- Ester Dean - composição;
- Mikkel S. Eriksen, Tor Erik Hermansen - composição, produção;
- Traci Hale - composição;
- Baria Qureshi, Romy Croft, Oliver Sim, Jamie Smith - composição;
- Kuk Harrell -  produção e gravação vocal;
- Marcos Tovar - gravação vocal;
- Alejandro Barajas - assistente de gravação vocal.